# Tabernas
Tabernas er en by og kommune i det sydøstlige Spanien i provinsen Almería. Den har et indbyggertal på 4.097 (2024) indbyggere.